# ازبکستان
اُزبَکِستان با نام رسمی جمهوری ازبکستان (به ازبکی: Oʻzbekiston Respublikasi، Ўзбекистон Республикаси) کشوری محصور در خشکی واقع در آسیای میانه است. زبان رسمی آن ازبکی (به ازبکی: ўзбекча) است. ازبکی از خانوادهٔ زبان‌های ترکی می‌باشد. اقلیتی بزرگی نیز به زبان فارسی تاجیکی سخن می‌گویند. همچنین زبان روسی در این کشور پرکاربرد بوده و رایج‌ترین زبان آموزشی در مدارس این کشور است. در برخی مناطق جنوبی این کشور که اغلب اقوام تاجیک در آنجا زندگی می‌کنند نیز زبان فارسی رایج است.
ازبکستان از شمال و باختر با قزاقستان، از خاور با تاجیکستان و قرقیزستان و از جنوب با افغانستان و ترکمنستان دارای مرز مشترک است.
مساحت این کشور ۴۴۸٬۹۷۸ کیلومتر مربع است و بر این اساس پنجاه و ششمین کشور از نظر وسعت در جهان می‌باشد و جمعیت آن نزدیک به ۳۳٫۴ میلیون تَن برآورد می‌شود.
ازبکستان پرجمعیت‌ترین کشور در میان کشورهای آسیای میانه است. پایتخت و بزرگ‌ترین شهر این کشور تاشکَند است. زبان رسمی این کشور ازبکی است و با خط لاتین و خط سیریلیک نوشته می‌شود. واحد پول این کشور سوم ازبکستان نام دارد.
مسلمانان ۸۰ درصد از جمعیت ازبکستان را تشکیل می‌دهند. ۵ درصد از جمعیت این کشور نیز پیرو کلیسای ارتدکس روسی می‌باشند. ۱۵ درصد نیز پیرو دیگر ادیان یا بی‌دین هستند. نظام حکومتی این کشور سکولار است. زبان روسی همچنان در این کشور پرکاربرد بوده و رایج‌ترین زبان آموزشی در مدارس این کشور است. در برخی مناطق جنوبی این کشور که اغلب اقوام تاجیک در آنجا زندگی می‌کنند نیز زبان فارسی رایج است.
ازبکستان در آسیای میانه و در کنار جاده ابریشم، شامل شهرهای باستانی و تاریخی بسیاری است و سمرقند، بخارا، خیوه، ترمذ و شهر سبز از مهم‌ترین و کهن‌ترین شهرهای این سرزمین هستند.
منطقه کنونی ازبکستان از مناطق باستانی ایرانی‌زبان بود که بعدها با کوچ فزاینده ترک‌تباران، زبان‌های ترکی در آن رایج شد. دو شهر بزرگ سمرقند و بخارا در این کشور همچنان پارسی‌گو هستند. آمارهای رسمی این کشور، درصد تاجیکان پارسی‌گوی ازبکستان را حدود ۵ درصد اعلام می‌کند. آماری که در محافل پژوهشی با شک و تردید روبه‌رو شده است. تاجیک‌های سراسر ازبکستان بر این پافشاری دارند که این نمایه بیشتر به ۲۵ تا ۳۰ درصد نزدیک است و بر این تأکید دارند که تاجیک‌ها ۷۰ درصد جمعیت سمرقند، پایتخت پیشین و دومین شهر بزرگ ازبکستان و بیش از ۹۰ درصد مردم بخارا را تشکیل می‌دهند.
جمعیت امروزی ازبک‌ها نشان‌دهنده درجات گوناگونی از تنوع ناشی از ترافیک بالای مسیرهای هجوم اقوام از طریق آسیای میانه می‌باشند چرا که جمعیت موجود در آسیای میانه توسط قبایل ایرانی و سایر مردم هندواروپایی و همین‌طور چندین حمله شدید از ناحیه مغول‌ها و ترکها تحت تأثیر قرار گرفته است. بر اساس مطالعات اخیر ژن‌شناسی دانشگاه آکسفورد، ژن ازبک‌ها مربوط به ترک تباران است.
معدن طلای مورونتا در کویر قزل‌قوم ازبکستان، بزرگ‌ترین معدن طلای روباز جهان است و با تولید سالانه ۶۶ تن، در جایگاه دومین تولیدکننده طلای جهان قرار دارد. ازبکستان از تولیدکنندگان عمدهٔ پنبه در جهان است.
شوکَت میرامانوویچ میرضیایف، رئیس‌جمهور دوم این کشور از زمان استقلال، دگرگونی‌های عمده‌ای را باعث شده و از جمله برده‌داری در کشتزارهای پنبه و کار کودکان را ممنوع کرده است. او همچنین اصلاحات مالیاتی انجام داده و چهار منطقه آزاد اقتصادی در کشور ایجاد کرده است.
بخشودن بسیاری از زندانیان سیاسی و بهبود روابط با کشورهای تاجیکستان، قرقیزستان و افغانستان از دیگر اقدامات اوست. به ویژه روابط سرد چندین ساله دوشنبه و تاشکند پس از مرگ اسلام کریموف، رئیس‌جمهور سابق ازبکستان رو به بهبود است.
انرژی‌های تجدیدپذیر بیش از ۲۳ درصد از بخش‌های انرژی ازبکستان را تشکیل می‌دهند. از این میزان ۲۱٫۴ درصد آن مربوط به نیروی برق‌آبی و دو درصد دیگر مربوط به انرژی خورشیدی است.

## تاریخ
واژه ازبکستان از دو بخش ازبک و ـستان تشکیل شده که به معنای «سرزمین ازبک‌ها» است. مردمان ایرانی‌تبار، ساکنان اولیه منطقه ازبکستان را تشکیل می‌دادند. زبان‌های قدیمی رایج در این منطقه زبان‌های ایرانی سغدی، خوارزمی و پارسی میانه بود.
نخستین مردمانی که در آسیای میانه مسکن گزیدند سکاهای ایرانی‌تبار بودند که در هزاره نخست پیش از میلاد از دشت‌های شمالی منطقه کنونی ازبکستان و دیگر مناطق اطراف وارد شده بودند. این کوچ‌نشینان پس از یک‌جانشینی در این مناطق سامانه آبیاری گسترده‌ای را پیرامون رودهای آسیای مرکزی بنا کردند. در این زمان شهرهایی چون بخارا و سمرقند به عنوان مراکز حکومتی و فرهنگی ایجاد شدند. در سده پنجم پیش از میلاد، مملکت‌هایی از اقوام ایرانی‌تبار باختری و سغدی و همچنین قوم هندواروپایی تخاری بر کلیه این مناطق تسلط داشتند.
پس از آنکه چین آغاز به گسترش راه ابریشم به سمت غرب نمود، شهرهای ایرانی نیز از این فرصت بازرگانی سود جسته تبدیل به مراکز تجاری شدند. به ویژه بازرگانان سغدی با استفاده از شبکه شهرها و سکونتگاه‌های ماوراءالنهر و مناطق تخاری‌نشین (ترکستان امروزی چین، سین‌کیانگ) به سود فراوانی دست یافتند. بازرگانان سغدی رفته رفته تبدیل به متمول‌ترین بازرگانان ایرانی شدند و در نتیجه آن شهرهای بخارا و سمرقند نیز تبدیل به شهرهای بسیار ثروتمند شده و بدین طریق فرارود، یکی از نیرومندترین و پرنفوذترین ایالت‌های ایران در دوران باستان شد.
در سال ۳۲۷ پیش از میلاد اسکندر مقدونی شاهنشاهی ایران را تصرف کرد. ایالت‌های سغد و باختر ازبکستان امروزی نیز جزئی از آن‌ها بود که به تصرف اسکندر درآمد. به گزارش تاریخدانان، ایستادگی مردم این نواحی در برابر لشکر اسکندر بسیار شدید بود و باعث شد که نیروی او در این مناطق همواره درگیر و گرفتار بماند. در دوران پیش و پس از آن، منطقه ازبکستان همواره برای سده‌های پیاپی بخشی از شاهنشاهی ایران یعنی در قلمرو پارتیان، ساسانیان و غیره بود. هپتالی‌ها و گوک‌ترک‌ها نیز در دوره‌هایی به بخشی از این مناطق دست یافتند.
اتسویوکی اکابه، پژوهشگر آسیای میانه می‌نویسد: «در دوران باستان مردم آبادی‌نشین آسیای میانه، ایرانی بودند. از سده ششم میلادی به بعد چند موج از گروه‌های ترک‌تبار به‌آبادی‌های منطقه کوچ کردند و از جمله در وادی فرغانه سکنی گزیدند که در پی آن، برخی از ایرانیان ویژگی‌های ترکی کسب کردند. ترک‌تباران در روستاها و شهرها ماندگار شدند. علی‌رغم روند تاریخی ترک‌سازی منطقه شمار زیادی از مردم در محل‌های مختلف ایرانی باقی‌ماندند و تا به سده بیستم میلادی رسیدند».
در سده هشتم میلادی عرب‌ها به ماوراءالنهر وارد شدند و به مرور اسلام را در آسیای مرکزی رواج دادند. با گذشت زمان و آموزش زبان عربی در این منطقه، زبان فارسی ماوراءالنهر نیز با خط عربی نگاشته شد و میزان سواد در این منطقه بالاتر رفته، دانشمندان معتبری چون ابن سینا و فارابی از این نواحی سر برآوردند که کتاب‌های خود را به زبان‌های عربی و فارسی می‌نوشتند.
در سده دهم میلادی، منطقه کنونی ازبکستان جزئی از قلمرو سامانیان بود. در زمان سامانیان نخستین شاعران پارسی‌زبان، ادب فارسی را در شهرهایی چون سمرقند و بخارا پایه‌گذاری کردند. یکی دیگر از نقاط عطف فرارود شکل‌گیری و گسترش طریقه‌های گوناگون تصوف در آن زمان است. منطقه کنونی ازبکستان بعدها به ترتیب جزئی از حکومت‌های غزنویان، سلجوقیان، خوارزمشاهیان، ایلخانان، تیموریان و ازبک شد.
تا میانه قرن نوزدهم، سه خانات فرغانه، بخارا (جنوب ازبکستان) و خیوه (غرب و شمال ازبکستان) به‌طور مستقل دارای حکمرانی‌های مستقل بودند. پس از حمله امپراتوری روسیه به آسیای مرکزی در ۱۸۶۶ این خانات به زیر حکومت استعماری روسیه کشیده شدند. پس از انقلاب ۱۹۱۷ روسیه، بلشویکهای به قدرت رسیده قرار بر تقسیم آسیای مرکزی را بر بنیاد هویت‌های قومی-زبانی نهادند. اما در این تقسیم‌بندی، گاه مصلحت‌های سیاسی، اقتصادی و حتی نظامی هم در نظر گرفته می‌شد؛ بنابراین در سال ۱۹۲۴، دولت بلشوویک برای جلوگیری از بروز کشمکش‌های دیرپای تاریخی هر سه این خانات را در جمهوری سوسیالیستی ازبکستان جمع کرد.
در آغاز حکومت‌داری اتحاد جماهیر سوسیالیستی شوروی، نشانه‌های فراوان از کشمکش تباری و ولایتی بین بخش‌های شرق و غرب و مرکز ازبکستان می‌توان یافت. هر قومی و هر ولایتی سهم بیشتری از قدرت می‌طلبید. در فرایند استحکام پایه‌های حکومت‌داری شوروی اما هر چند توان قدرت‌جویی اقوام و ولایات به هم ریخت اما این قدرت جویی قومی-ولایتی در شکل‌های گوناگون تا پایان حکومت شوروی همچنان ادامه یافت.
پس از فروپاشی اتحاد جماهیر شوروی در سال ۱۹۹۱ ازبکستان به استقلال دست یافت. در این دوران اسلام کریموف، با استفاده از این کشمکش‌های قومی و ایجاد تنش میان ولایات به تضعیف جایگاه آن‌ها دست زد. در این میان به دلیل عقب ماندن وادی فرغانه، گرایش زیادی در میان مردم این منطقه به بنیادگرایی اسلامی ایجاد شده است.

## جغرافیا

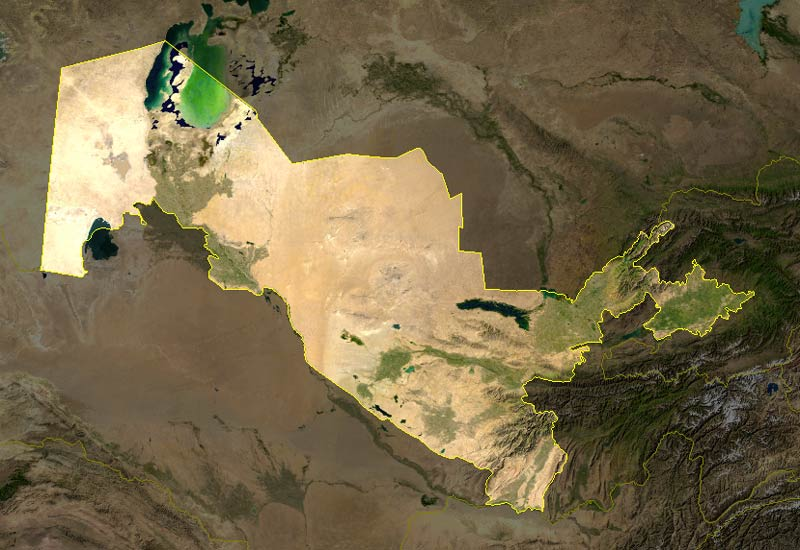
نقشه هوایی ازبکستان با مشخص شدن مرزهای آن

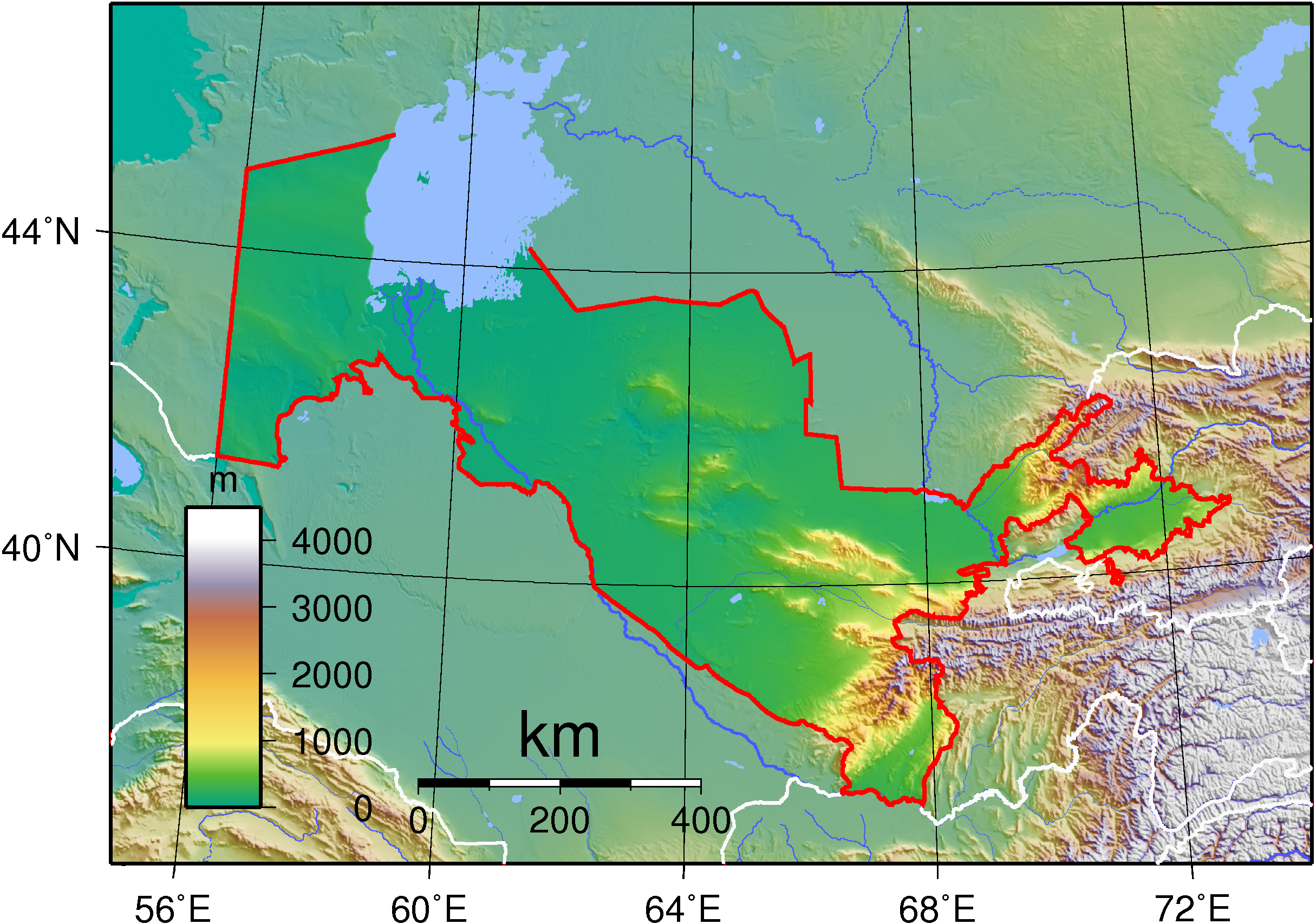
نقشه ناهمواری‌های ازبکستان.

نقشه اقلیم‌های ازبکستان

ازبکستان با افغانستان، تاجیکستان، قرقیزستان، ترکمنستان و قزاقستان همسایه است.
ازبکستان ۴۴۸٬۹۷۸ کیلومترمربع مساحت و ۳۳٬۴۱۲٬۰۰۰ تن جمعیت داردکه از این لحاظ ۵۶امین کشور بزرگ جهان و ۴۲امین کشور پرجمعیت جهان به حساب می‌آید. در میان کشورهای مستقل همسود از نظر پهناوری پنجمین و از لحاظ جمعیت سوم است. پایتخت آن تاشکند و از شهرهای مهم آن سمرقند و بخارا و ترمذ است. این کشور ۱٬۴۲۵ کیلومتر از شرق به غرب و ۹۳۰ کیلومتر از شمال به جنوب کشیده شده است. در این کشور هم یک جمهوری خودمختار به نام قره‌قالپاقستان قرار دارد.
ازبکستان کشوری خشک و محصور در خشکی است.
از آنجایی که دریاچه آرال دریایی درون‌بوم است و به اقیانوس‌ها راه ندارد، ازبکستان یکی از دو کشور محصور دوگانه در خشکی در جهان است، یعنی همه همسایگان آن هم به دریاهای آزاد راه ندارند؛ تنها کشور دیگری که چنین وضعیتی دارد لیختن‌اشتاین است. هیچ‌یک از رودخانه‌های ازبکستان نیز به دریا نمی‌ریزند.
ازبکستان کشوری خشک است و تنها کمتر از ۱۰ درصد پهنه آن را کشتزارهای آبیاری شده تشکیل می‌دهند که در دره رودخانه‌ها و وادی‌ها قرار گرفته‌اند. بقیه کشور از بیابانی موسوم به قزل‌قوم (شن سرخ) و کوهستان تشکیل شده است. بلندترین نقطه ازبکستان حضرت سلطان نام دارد که قله‌ای است با ۴۶۴۳ متر ارتفاع. این قله در بخش جنوبی کوهستان حصار در استان سرخان‌دریا در مرز با تاجیکستان و در محلی در شمال غربی شهر دوشنبه واقع شده است.
آب و هوای ازبکستان قاره‌ای و میانگین بارش سالانه آن بین ۱۰۰ تا ۲۰۰ میلی‌متر است. میانگین دمای تابستان نیز حدود ۴۰ درجه سانتیگراد است درحالی‌که میانگین دما در زمستان منفی ۲۳ درجه سانتی‌گراد می‌باشد.
ازبکستان در اصل محیط زیست طبیعی غنی و گوناگونی دارد اما چندین دهه سیاست زیان‌بار شوروی برای تولید هر چه بیشتر پنبه از این منطقه سناریوهای فاجعه‌باری را برای محیط زیست این کشور رقم زده و آلودگی و نابودی منابع آبی و خاکی و وخامت کیفیت هوای این کشور را به دنبال داشته است. دریاچه آرال که با خشکی روبرو شده پیش از این چهارمین دریاچه داخل خشکی روی زمین بود و اهمیت بسزایی برای معتدل کردن رطوبت هوا و کیفیت خاک اطراف داشت.
زمین‌های هموار بیابانی تقریباً ۸۰ درصد پهنه ازبکستان را پوشانده‌اند. در بخش جنوب شرقی کشور تپه‌ماهورهای کوهستان تیان‌شان قرار دارد که در کشورهای همسایه یعنی قرقیزستان و تاجیکستان ارتفاع می‌گیرد و مرزی طبیعی را بین آسیای مرکزی و چین به وجود می‌آورد.
بیابان وسیع قزل‌قوم که بخش بزرگی از آن نیز در قزاقستان قرار دارد زمین‌های پست شمال ازبکستان را دربر گرفته است. حاصلخیزترین بخش ازبکستان دره فَرغانه است، یعنی مساحتی در حدود ۲۱ هزار و ۴۴۰ کیلومتر مربع، که درست در شرق قزل‌قوم واقع شده و از سوی شمال، جنوب، و شرق کوه‌ها آن را محصور کرده‌اند. انتهای غربی دره فرغانه به رود سیردریا محدود می‌شود.

## تقسیمات کشوری
کشور ازبکستان دارای ۱۲ استان (ولایت)، شهر تاشکند و یک جمهوری خودمختار است که عبارت اند از:
1. شهر تاشکند
2. ولایت اندیجان
3. ولایت بخارا
4. ولایت فرغانه
5. ولایت جیزک
6. ولایت نمنگان
7. ولایت نوایی
8. ولایت کشک‌دریا
9. ولایت سمرقند
10. ولایت سیردریا
11. ولایت سرخان‌دریا
12. ولایت تاشکند
13. ولایت خوارزم
14. جمهوری خودمختار قره‌قالپاقستان

## سیاست

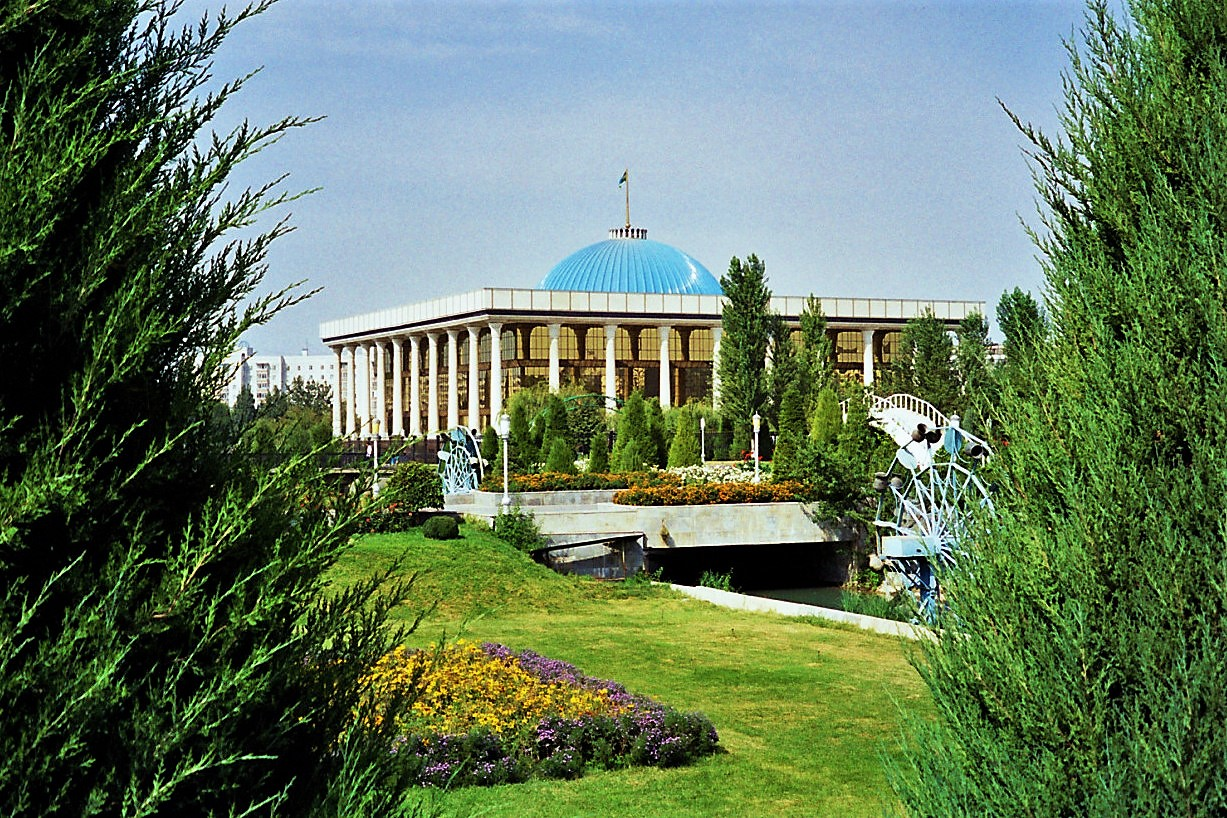
پارلمان ازبکستان

رئیس حکومت در این کشور رئیس‌جمهور است. در ازبکستان، رئیس دولت نخست‌وزیر است که رئیس‌جمهور او را انتخاب می‌کند. بر اساس قانون اساسی ازبکستان رئیس‌جمهور باید با رای مردم برای دوره‌ای هفت ساله (قابل تمدید برای دور دوم) انتخاب شود.
شورای عالی قانون‌گذاری در این کشور ۱۰۰ کرسی دارد که ۸۴ نماینده آن با رای مردم و ۱۶ نماینده به انتخاب رئیس‌جمهور برای دوره‌ای پنج ساله انتخاب می‌شوند. مجلس ملی این کشور ۱۲۰ کرسی دارد که نمایندگانش با رای مردم برای دوره‌ای پنج ساله تعیین می‌شوند.
اسلام کریموف، رئیس‌جمهور پیشین ازبکستان که در تاریخ ۲ سپتامبر ۲۰۱۶ فوت کرد، بیش از ۲۶ سال مقام ریاست جمهوری کشور را در دست داشت.
اسلام کریم‌اف در سال ۱۹۹۰ با رای شورای جماهیر انتخاب شد. او از ژوئن ۱۹۸۹ یعنی دو سال قبل از فروپاشی شوروی زمانی که به‌عنوان دبیر اول حزب کمونیست انتخاب شد، زمام امور ازبکستان را در دست گرفته بود. اما او توانست در دسامبر ۱۹۹۱ به‌عنوان نخستین رئیس‌جمهوری ازبکستان پس از استقلال نام خود را در تاریخ این کشور ثبت کند. با آنکه قرار بود پنج سال پس از آن برای بار دوم در انتخابات شرکت کند، تحت شرایطی ویژه تصمیم گرفت با برگزاری همه‌پرسی در مارس ۱۹۹۵ مدت ریاست‌جمهوری خود را تا سال ۲۰۰۰ تمدید کند.
کریم‌اف در ژانویه ۲۰۰۰ برای دومین بار در انتخابات پیروز شد اما این‌بار هم تنها پس از دو سال با اصلاح قانون اساسی در سال ۲۰۰۲ دوره ریاست‌جمهوری را از ۵ سال به هفت سال افزایش داد. او در انتخابات ۲۰۰۷ نیز بار دیگر توانست رهبری ازبک‌ها را در دست بگیرد.

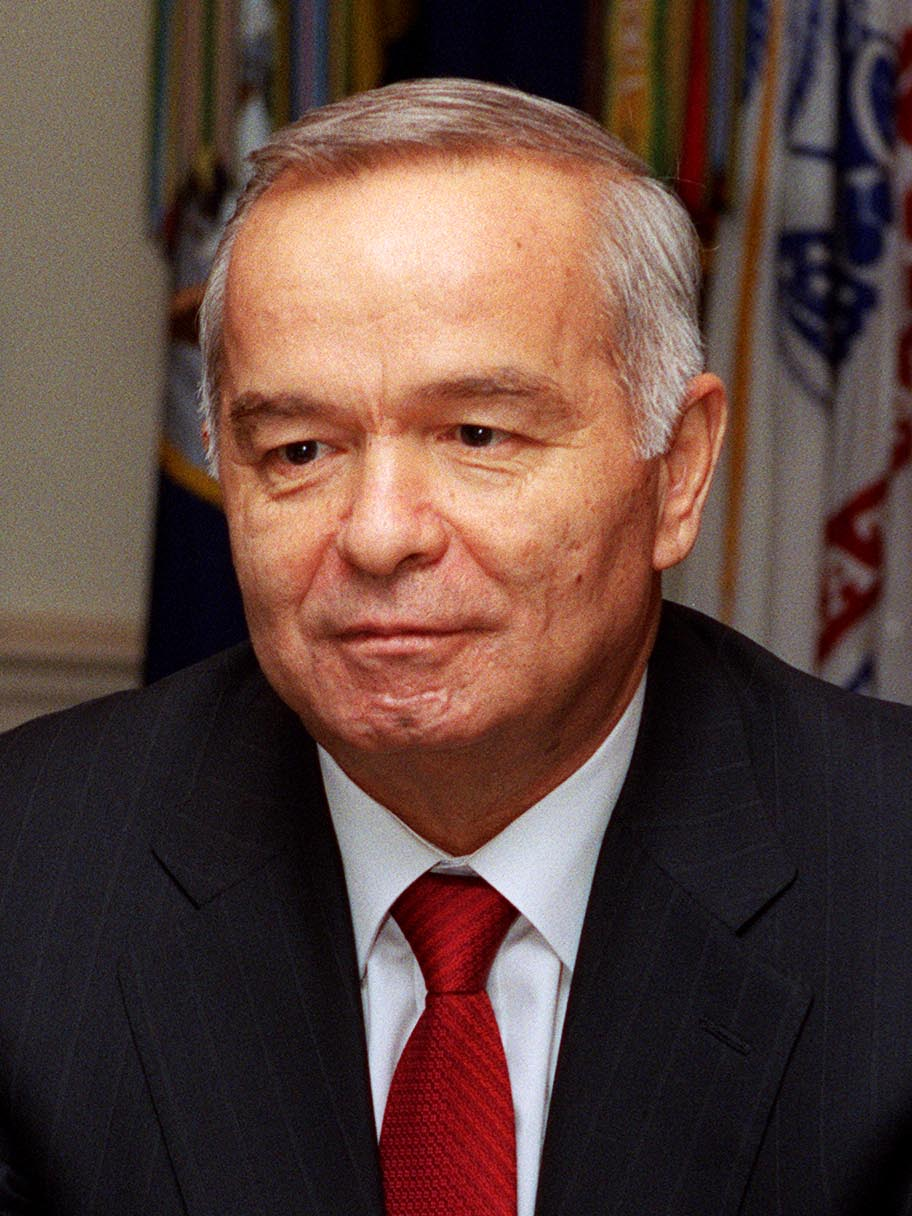
اسلام کریموف، نخستین رئیس‌جمهور ازبکستان، حین بازدید از پنتاگون. سال ۲۰۰۲ م.

پس از مرگ کریم‌اف، از میان تاتیانا کریموا همسر اسلام کریموف، رستم عنایت‌اف رئیس سازمان اطلاعات ازبکستان، رستم عظیم‌اف از منطقه تاشکند و معاون نخست‌وزیر و شوکت میرضیایف نخست‌وزیر ازبکستان از منطقه سمرقند تا زمان برگزاری انتخابات با حفظ سمت، کفیل ریاست جمهوری بود شوکت میرضیایف پس از انتخاباتی که در دسامبر ۲۰۱۶ برگزار شد با حفظ سمت نخست‌وزیری به ریاست‌جمهوری ازبکستان رسید.
گلناره کریموا که یکی از دو دختر رئیس‌جمهور ازبکستان است تا مدت‌ها به عنوان جانشین احتمالی پدرش شناخته می‌شد. او مدتی سفیر ازبکستان در سازمان ملل متحد و مدتی نیز سفیر این کشور در اسپانیا بود. اما از اواخر سال ۲۰۱۳ به سبب قانون‌شکنی‌های نامحتاطانه او و اطرافیانش در کارهای بین‌المللی بازرگانی مانند چندین رسوایی مالی، از طرف پدرش دستور حبس خانگی او صادر شد که بر این اساس دیگر احتمالی برای جانشینی وی نیست.
بر اساس توافقی، که ماه سپتامبر سال ۲۰۱۶ بعد از درگذشت اسلام کریم‌اف نخستین رئیس‌جمهوری ازبکستان در عرصه سیاسی تاشکند حاصل شد، قدرت در این کشور، بین سه نفر شامل شوکت میرضیایف نخست‌وزیر که به مقام رئیس‌جمهوری رسید، «رستم عظیم‌اف» معاون نخست‌وزیر و ژنرال «رستم عنایت‌اف» رئیس سازمان امنیت ملی تقسیم شده بود.
در حالی که میرضیایف و عظیم‌اف به اصلاحات اقتصادی، از جمله بالا رفتن ارزش پول ملی (سوم) و بهبود روابط با کشورهای همسایه اصرار می‌ورزید، ژنرال عنایت‌اف مخالف چنین اصلاحات و همچنین مخالف ازسرگیری پرواز هواپیماها بین ازبکستان و تاجیکستان بود.
پس از مدتی، شوکت میرضیایف، در موضوع تقسیم قدرت، رستم عظیم‌اف، معاون نخست‌وزیر، را که یکی از رقیبانش محسوب می‌شود از صحنه کنار زد و در قله قدرت در تاشکند تنها میرضیایف و رستم عنایت‌اف رئیس امنیت ملی این کشور باقی ماندند.
ازبکستان که همسایه افغانستان است از اهمیتی ژئوپولتیکی در منطقه برخوردار است.
از زمان روی کار آمدن شوکت میرضیایف، دولت ازبکستان گام‌هایی جدی برای بهبود روابط با همسایگان، از جمله تاجیکستان، برداشته است. از جمله پرواز هواپیماها میان تاشکند و دوشنبه بعد از ۲۵ سال وقفه از سر گرفته شده و حجم تبادلات میان دو کشور نسبت به دو سال پیش از آن تا ۱۰ برابر افزایش یافته است.

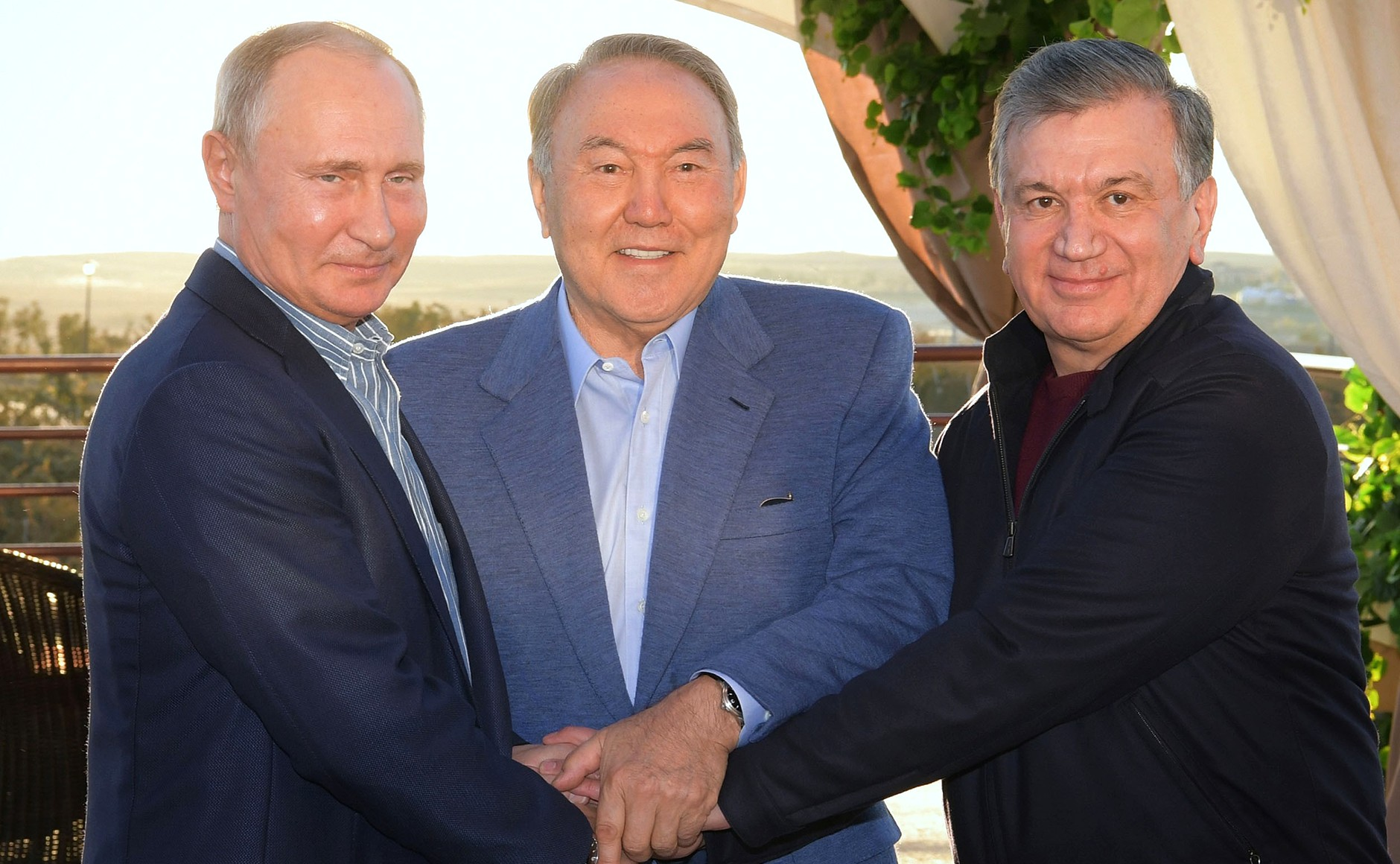
از چپ به راست: پوتین، نظربایف و شوکت میرضیایف رئیس‌جمهور ازبکستان

روز ۴ دسامبر سال ۲۰۱۶ میلادی که «شوکت میرضیایف» به عنوان رئیس‌جمهور ازبکستان انتخاب شد در این کشور تغییراتی پدید آمد. رئیس‌جمهور جدید که طی ۱۳ سال پیش از آن به عنوان نخست‌وزیر فعالیت می‌کرد مشغول حل و فصل مسائلی مانند مشکلات مرزی و آبی با کشورهای همسایه، تبدیل ارز ملی، برقراری همکاری‌ها با رسانه‌های غربی و سازمان‌های غیردولتی شد. ممنوعیت کار اجباری در مزارع پنبه برای آموزگاران و کارمندان بهداشت را می‌توان از جمله تغییرات مهم داخلی در ازبکستان عنوان کرد. رئیس‌جمهور ازبکستان فروش اجباری ۲۵ درصد از درآمد صادرکنندگان ازبک به ارز خارجی را لغو کرد و مردم این کشور امروز می‌توانند ارز خارجی را در بانک‌ها تبدیل کنند. تاشکند حتی موافقت کرد در ساخت نیروگاه برق آبی بر روی رودخانه «نارین» در قرقیزستان کمک کند. در ماه آوریل سال ۲۰۱۷ میلادی در پایان گفتگوهای میرضیایف و ولادیمیر پوتین در روسیه، کرملین متعهد شد در ازبکستان ۱۲ میلیارد دلار سرمایه‌گذاری کند و قراردادهای تجاری به ارزش ۳ میلیارد و ۸۰۰ میلیون دلار امضا کرد.

## تجزیه‌طلبی

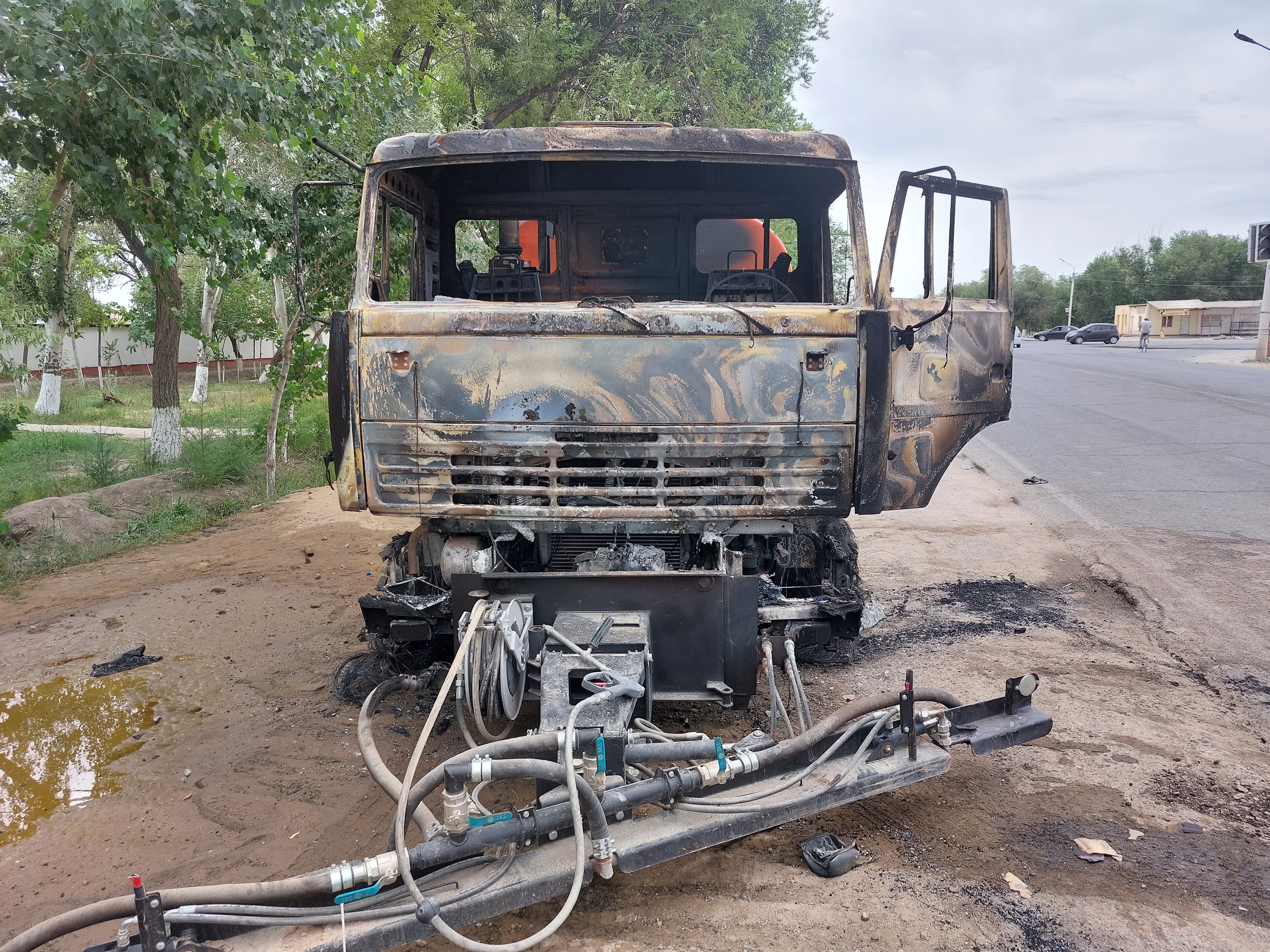
خیابان‌ها پس از اعتراضات ۲۰۲۲ قره‌قالپاقستان

مطابق اصل ۷۴ قانون اساسی ازبکستان، منطقه خودمختار قره‌قالپاقستان حق جدایی از ازبکستان به‌واسطهٔ همه‌پرسی را داراست. با توجه به تلاش رئیس‌جمهور ازبکستان برای حذف این اصل، در سال ۲۰۲۲ میلادی (۱۴۰۱ ه‍.ش) شورشی صورت گرفت که چند ده کشته و هزاران مجروح بر جا گذاشت. پولاد آهونوف، یکی از رهبران جامعه قره‌قالپاقستان که در تبعید و در سوئد زندگی می‌کند، هشدار داد که با توجه به بافت متنوع قومی در این منطقه احتمال بروز درگیری میان جامعه قره‌قالپاق که خواهان حفظ حق تجزیه و خودمختاری منطقه است، با ازبک‌های حامی دولت ازبکستان وجود دارد.

## حقوق بشر

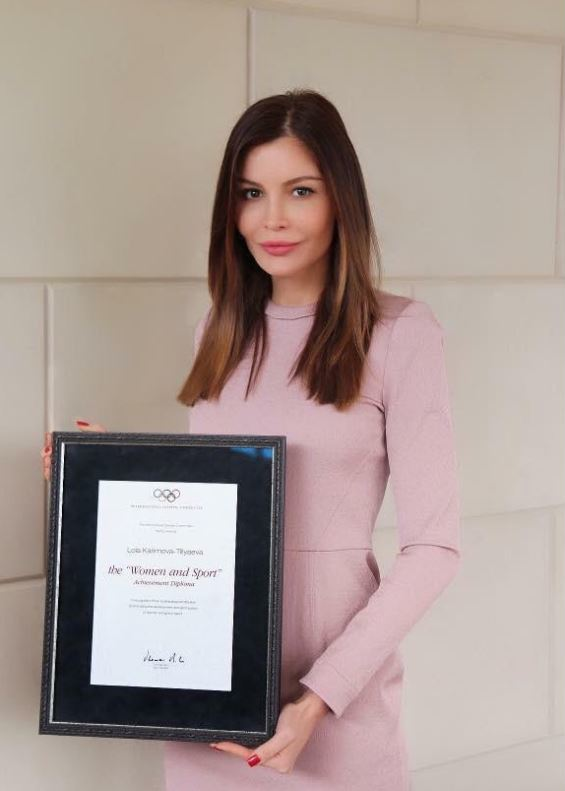
لاله تیلیایوا نماینده دائم ازبکستان در یونسکو

ازبکستان کشوری ۳۳ میلیونی با اکثریت جمعیت مسلمان می‌باشد. کشورهای غربی و گروه‌های حقوق بشری برای مدت‌ها سابقه تاشکند را دربارهٔ دموکراسی و حقوق بشر سرزنش کرده‌اند.
در سپتامبر ۲۰۱۷ ازبکستان اسامی ۱۶۰۰۰ نفر را از لیست سیاه امنیتی که حاوی ۱۷۰۰۰ اسامی امنیتی از افراد بالقوه مسلمان مذهبی افراطی بود، حذف کرد، این اقدام بخشی از تلاش‌ها برای پیگیری سیاست‌های لیبرال‌تر در این کشور که یکی از جمهوری‌های سابق شوروی بوده، می‌باشد.
شوکت میرضیایف رئیس‌جمهور ازبکستان در تلویزیون دولتی گفت: «بیش از ۱۷۰۰۰ تَن با تمایلات مذهبی افراطی در این فهرست قرار داشتند، پس از اینکه ما دیگربار با آن‌ها گفتگو کردیم اسامی ۱۶۰۰۰ تَن را از فهرست افراد مذهبی افراطی حذف کردیم.»
در سال ۱۹۲۶ هم ۷۰ درصد اهالی شهرهای تاریخی تاجیکان یعنی سمرقند و بخارا و چند ناحیه دیگر تاجیک‌نشین را در اسناد، ازبک نوشتند. ازبک نوشتن تاجیک‌ها در سال‌های بعد نیز ادامه داشت و در حال حاضر حدود ۹۰ درصد مردم سمرقند، بخارا و دیگر نواحی تاجیک‌نشین در اسناد و شناسنامه‌ها ازبک ثبت شده‌اند. طی صد سال اخیر بیشتر مدارس تاجیکی در ازبکستان تعطیل شدند و تنها در سرخان دریا کمی وضع زبان فارسی بهتر است. پس از فروپاشی شوروی و استقلال ازبکستان در سال ۱۹۹۱، زبان ازبکی به عنوان زبان رسمی اعلام شد و این اتفاق سبب هر چه بیشتر شدن تعطیلی مدارس تاجیکی و ازبک‌سازی تاجیک‌ها (ترکی‌سازی تاجیک‌ها) در ازبکستان شده است. وزارت دادگستری ازبکستان استفاده از زبان ازبکی را برای شهروندان در همه دستگاه‌های دولتی این کشور اجباری و برای متخلفان از این قانون جریمه تعیین کرد. دولت ازبکستان برای آن دسته از شهروندانی که در دستگاه‌های دولتی از زبان روسی استفاده و از تکلم به زبان ازبکی پرهیز می‌کنند دست به جریمه شده است.

## اقتصاد

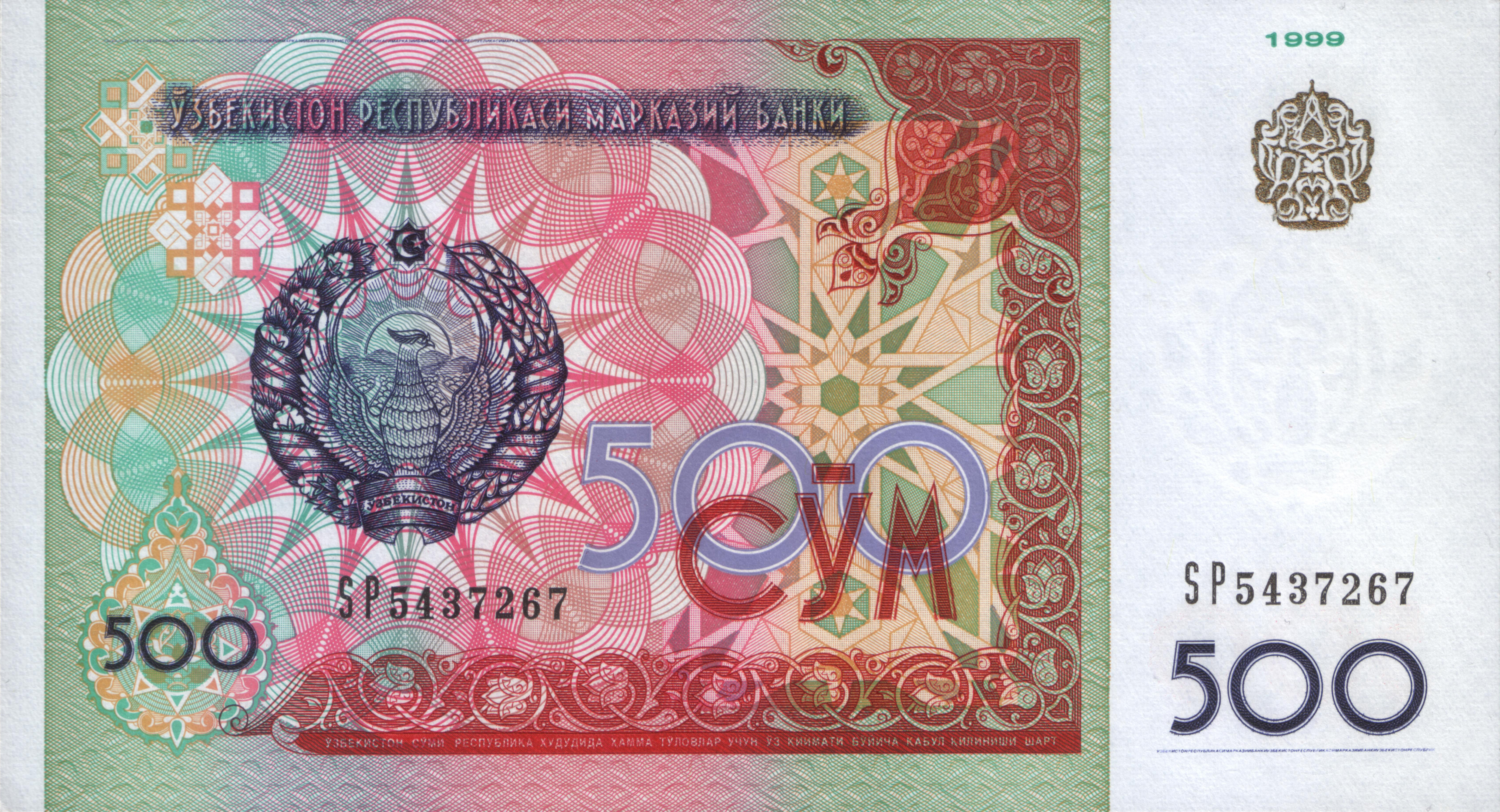
سوم ازبکستان ششمین پول رایج بی‌ارزش جهان

ازبکستان دارای چهارمین ذخیره بزرگ طلا در جهان است. این کشور سالانه ۸۰ تن طلا از معادن استخراج می‌کند که در دنیا هفتم است. ذخایر مس ازبکستان در جهان دهم و ذخایر اورانیوم آن دوازدهم است. تولید اورانیوم این کشور در دنیا هفتم است. ازبک‌نفته‌گاز، شرکت ملی گاز ازبکستان با تولید سالانه ٖ۶۰ تا ۷۰ میلیارد متر مکعب (۲٫۱–۲٫۵ بیلیون فوت مکعب) گاز طبیعی در دنیا یازدهم است. این کشور دارای ذخایر قابل توجه استخراج نشده نفت و گاز است: ۱۹۴ ذخیره هیدروکربوری از جمله ۹۸ ذخیره گاز طبیعی و میعانات گازی در ازبکستان وجود دارد.
ازبکستان دارای برابری قدرت خرید معادل $۳٬۸۰۰ است. تولید اقتصادی بر کالاها متمرکز است. در سال ۲۰۱۱ ازبکستان هفتمین تولیدکننده بزرگ و پنجمین صادرکننده بزرگ پنبه و هفتمین تولیدکننده بزرگ طلا در جهان بود.
کشاورزی ازبکستان ۲۶٪ از نیروی کار را استخدام کرده و ۱۸٪ از تولید ناخالص ملی را به خود اختصاص می‌دهد.

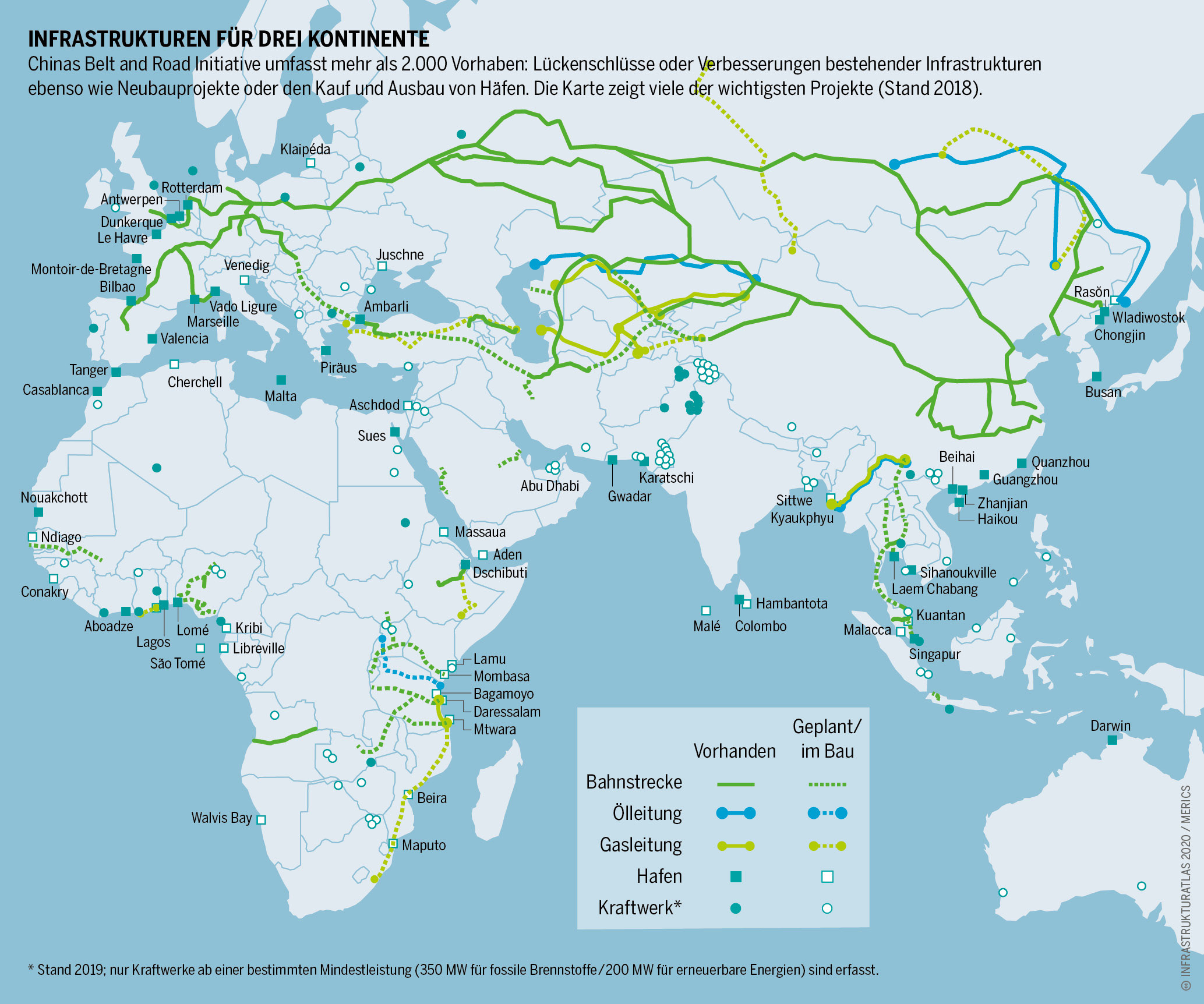
مسیر آسیای مرکزی به غرب آسیا در نقشه ابتکار کمربند و جاده از ازبکستان عبور می‌کند.

فراورده‌های صادراتی این کشور شامل پنبه، طلا، انرژی، کودهای معدنی، فلزات آهنی و غیرآهنی، منسوجات، محصولات غذایی، ماشین‌آلات و خودرو است که به کشورهای روسیه (۲۳٫۸٪)، لهستان (۱۱٫۷٪)، چین (۱۰٫۴٪)، ترکیه (۷٫۷٪)، قزاقستان (۵٫۹٪)، اوکراین (۴٫۷٪) و بنگلادش (۴٫۳٪) صادر می‌شود.
چین و ازبکستان چند قرارداد به ارزش ۱۰ میلیارد دلار در حوزه ابتکار کمربند و جاده امضا کرده‌اند. دو کشور پیش‌تر نیز در اجرای طرح‌های زیربنایی با یکدیگر همکاری داشته‌اند که از جمله این طرح‌ها می‌توان به ساخت تونلی به طول ۴۷ کیلومتر در ازبکستان اشاره کرد.
این تونل که چینی‌ها در مدت ۹۰۰ روز آن را ساخته و به پایان رساندند، در زمره بزرگ‌ترین تونل‌های آسیای مرکزی محسوب می‌شود.
واحد پول این کشور سوم ازبکستان است. هر سوم ازبکستان معادل ۰٫۰۰۰۰۸۸ دلار آمریکا و هر دلار معادل ۱۱٬۳۲۷ سوم است. (آوریل ۲۰۲۲).

## کشاورزی و دامپروری

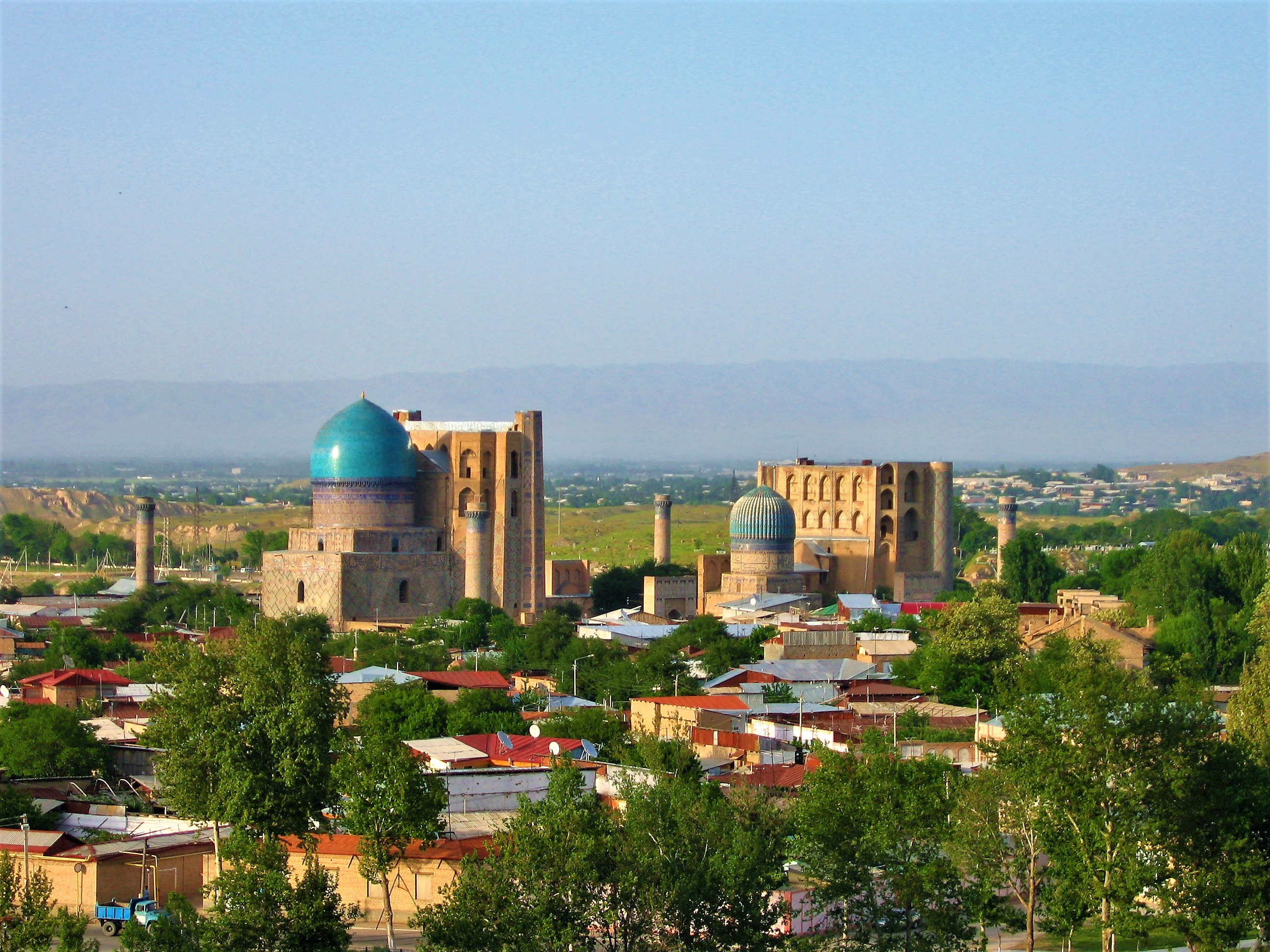
سمرقند

بر اساس گزارش فائو، این کشور دارای ۲۵٫۶ میلیون هکتار زمین‌های کشت‌پذیر می‌باشد.
مهم‌ترین محصولات کشاورزی و باغی این کشور در سال ۲۰۱۹ به این شرح بوده است:
سیب(۱٬۱۲۴٬۰۰۰ تن) - زردآلو(۵۳۶٬۰۰۰ تن) - گیلاس(۱۷۵٬۰۰۰ تن) - خیار(۸۵۵٬۰۰۰ تن) - سیر(۲۱۶٬۰۰۰ تن) - انگور(۱٬۶۰۳٬۰۰۰ تن) - ذرت(۴۲۱٬۰۰۰ تن) - پیاز(۱٬۲۴۲٬۰۰۰ تن) - هلو(۱۸۸٬۰۰۰ تن) - گلابی(۱۰۱٬۰۰۰ تن) - خرمالو(۹۴٬۰۰۰ تن) - سیب زمینی(۳٬۰۸۹٬۰۰۰ تن) - برنج(۳۱۴٬۰۰۰ تن) - پنبه دانه(۲٬۶۹۴٬۰۰۰ تن) - گوجه فرنگی(۲٬۱۲۰٬۰۰۰ تن) - گردو(۵۰٬۰۰۰ تن) - گندم(۶ میلیون تن) - هندوانه(۱٬۲۳۲٬۰۰۰ تن)
همچنین ازبکستان در زمینه دامپروری دارای ۱۲٫۹ میلیون راس گاو - ۳٫۷ میلیون راس بز - ۱۸٫۲ میلیون راس گوسفند بوده است.

## مردم
جمعیت جمهوری ازبکستان حدود ۳۳ میلیون نفر است. تراکم جمعیت تقریباً ۷۰ نفر در یک کیلومتر مربع است.
ترکیب جمعیتی ازبکستان طبق آمار دولتی شامل ۸۰٪ ازبک، ۵٫۵٪ روس، ۵ تا ۵٫۵٪ تاجیک، ۳٪ قزاق، ۲٫۵٪ قره قالپاق، ۱٫۵٪ تاتار و ۲٫۵٪ نیز از سایر اقوام تشکیل می‌دهند.
برخلاف آمار رسمی فارسی زبانان ازبکستان (تاجیک‌ها) ۳۰ تا ۴۰ درصد برآورد شده‌اند. نمایه‌های رسمی سرشماری کشور ازبکستان شمار تاجیکان این کشور را پیرامون ۵ درصد کل جمعیت اعلام کرده‌اند و این نمایه‌ها به همین شکل بدون چون و چرا از سوی بیشتر غربیان دانشگاهی، روزنامه‌نگار و نویسندگان راهنماهای مسافرتی تکرار شده‌اند. در همین حال تاجیک‌ها در سراسر ازبکستان بر این پافشاری دارند که این نمایه بیشتر به ۲۵ تا ۳۰ درصد نزدیک است و بر اینکه تاجیکها ۷۰ درصد باشندگان (جمعیت) سمرقند، پایتخت پیشین و دومین شهر بزرگ ازبکستان و بیش از ۹۰ درصد مردم بخارا را تشکیل می‌دهند تأکید می‌کنند. بیشتر مردم منطقه کوهستانی شمال خاوری تاشکند، آنسوی سد چورووک تاجیکند، همچنین مردم بخش‌هایی از دره فرغانه، استان جیزَّخ، سرخان دریا و کشکه‌دریا. استادان دانشگاه دولتی سمرقند کل جمعیت تاجیک ازبکستان را ۶ تا ۷ میلیون نفر برآورد می‌کنند. این شمار دو برابر یا بیش از دو برابر جمعیت تاجیکان در جمهوری تاجیکستان است. پان ترکیسم از اواخر قرن نوزدهم یکی از عناصر اصلی در جعل جمهوری بخارا بود. در تمام نقاطی که ساکنانش پارسی‌گو (تاجیک) بودند مدارس به زبان ترکی جغتایی ایجاد شد و دانش‌آموزان تاجیک به اجبار به این مدارس می‌رفتند.
| قومی گروه | آمار دولتی ۱۹۲۶۱ | آمار دولتی ۱۹۲۶۱ | آمار دولتی ۱۹۳۹۲ | آمار دولتی ۱۹۳۹۲ | آمار دولتی ۱۹۵۹۳ | آمار دولتی ۱۹۵۹۳ | آمار دولتی ۱۹۷۰۴ | آمار دولتی ۱۹۷۰۴ | آمار دولتی ۱۹۷۹۵ | آمار دولتی ۱۹۷۹۵ | آمار دولتی ۱۹۸۹۶ | آمار دولتی ۱۹۸۹۶ |
| قومی گروه | تعداد            | %                | تعداد            | %                | تعداد            | %                | تعداد            | %                | تعداد            | %                | تعداد            | %                |
| --- | ---------------- | ---------------- | ---------------- | ---------------- | ---------------- | ---------------- | ---------------- | ---------------- | ---------------- | ---------------- | ---------------- | ---------------- |
| ازبک‌ها | ۳٬۴۶۷٬۲۲۶        | ۷۳٫۰             | ۴٬۸۰۴٬۰۹۶        | ۶۵٫۱             | ۵٬۰۳۸٬۲۷۳        | ۶۲٫۲             | ۷٬۷۳۳٬۵۴۱        | ۶۴٫۷             | ۱۰٬۵۶۹٬۰۰۷       | ۶۸٫۷             | ۱۴٬۱۴۲٬۴۷۵       | ۷۱٫۴             |
| روس‌ها | ۲۴۵٬۸۰۷          | ۵٫۲              | ۷۲۷٬۳۳۱          | ۱۱٫۶             | ۱٬۰۹۰٬۷۲۸        | ۱۳٫۵             | ۱٬۴۹۵٬۵۵۶        | ۱۲٫۵             | ۱٬۶۶۵٬۶۵۸        | ۱۰٫۸             | ۱٬۶۵۳٬۴۷۸        | ۸٫۴              |
| تاجیک‌ها | ۳۵۰٬۶۷۰          | ۷٫۴              | ۳۱۷٬۵۶۰          | ۵٫۱              | ۳۱۱٬۳۷۵          | ۳٫۸              | ۴۵۷٬۳۵۶          | ۳٫۸              | ۵۹۴٬۶۲۷          | ۳٫۹              | ۹۳۳٬۵۶۰          | ۴٫۷              |
| قزاق‌ها | ۱۹۱٬۱۲۶          | ۴٫۰              | ۳۰۵٬۴۱۶          | ۴٫۹              | ۳۳۵٬۲۶۷          | ۴٫۱              | ۵۴۹٬۳۱۲          | ۴٫۶              | ۶۲۰٬۱۳۶          | ۴٫۰              | ۸۰۸٬۲۲۷          | ۴٫۱              |
| تاتارها | ۲۸٬۳۳۵           | ۰٫۶              | ۱۴۷٬۱۵۷          | ۲٫۳              | ۳۹۷٬۹۸۱          | ۴٫۹              | ۴۴۲٬۳۳۱          | ۳٫۷              | ۵۳۱٬۲۰۵          | ۳٫۵              | ۴۶۷٬۸۲۹          | ۲٫۴              |
| قره‌قالپاق | ۱۴۲٬۶۸۸          | ۳٫۰              | ۱۸۱٬۴۲۰          | ۲٫۹              | ۱۶۸٬۲۷۴          | ۲٫۱              | ۲۳۰٬۲۷۳          | ۱٫۹              | ۲۹۷٬۷۸۸          | ۱٫۹              | ۴۱۱٬۸۷۸          | ۲٫۱              |
| تاتارهای کریمه |                  |                  |                  |                  | ۴۶٬۸۲۹           | ۰٫۶              | ۱۳۵٬۴۲۶          | ۱٫۱              | ۱۱۷٬۵۵۹          | ۰٫۸              | ۱۸۸٬۷۷۲          | ۱٫۰              |
| کره‌ای‌ها | ۳۰               | ۰٫۰              | ۷۲٬۹۴۴           | ۱٫۲              | ۱۳۸٬۴۵۳          | ۱٫۷              | ۱۵۱٬۰۵۸          | ۱٫۳              | ۱۶۳٬۰۶۲          | ۱٫۱              | ۱۸۳٬۱۴۰          | ۰٫۹              |
| قرقیزها | ۷۹٬۶۱۰           | ۱٫۷              | ۸۹٬۰۴۴           | ۱٫۴              | ۹۲٬۷۲۵           | ۱٫۱              | ۱۱۰٬۸۶۴          | ۱٫۰              | ۱۴۲٬۱۸۲          | ۰٫۷              | ۱۷۴٬۹۰۷          | ۰٫۸              |
| اوکراینی‌ها | ۲۵٬۳۳۵           | ۰٫۵              | ۷۰٬۵۷۷           | ۱٫۱              | ۸۷٬۹۲۷           | ۱٫۱              | ۱۱۴٬۹۷۹          | ۱٫۰              | ۱۱۳٬۸۲۶          | ۰٫۷              | ۱۵۳٬۱۹۷          | ۰٫۸              |
| ترکمن‌ها | ۳۱٬۴۹۲           | ۰٫۷              | ۴۶٬۵۴۳           | ۰٫۷              | ۵۴٬۸۰۴           | ۰٫۷              | ۷۱٬۰۶۶           | ۰٫۶              | ۹۲٬۲۸۵           | ۰٫۶              | ۱۲۱٬۵۷۸          | ۰٫۶              |
| ترک‌ها | ۳۷۱              | ۰٫۰              | ۴۷۴              | ۰٫۰              | ۲۱٬۲۶۹           | ۰٫۳              | ۴۶٬۳۹۸           | ۰٫۴              | ۴۸٬۷۲۶           | ۰٫۳              | ۱۰۶٬۳۰۲          | ۰٫۵              |
| یهودیان | ۳۷٬۶۲۱           | ۰٫۸              | ۵۰٬۶۷۶           | ۰٫۸              | ۹۴٬۳۰۳           | ۱٫۲              | ۱۰۲٬۸۴۳          | ۰٫۹              | ۹۹٬۸۳۶           | ۰٫۷              | ۹۴٬۶۸۹           | ۰٫۵              |
| ارمنی‌ها | ۱۴٬۸۶۲           | ۰٫۳              | ۲۰٬۳۹۴           | ۰٫۳              | ۲۷٬۳۷۰           | ۰٫۳              | ۳۴٬۴۷۰           | ۰٫۳              | ۴۲٬۳۷۴           | ۰٫۳              | ۵۰٬۵۳۷           | ۰٫۳              |
| آذربایجانی‌ها | ۲۰٬۷۶۴           | ۰٫۴              | ۳٬۶۴۵            | ۰٫۱              | ۴۰٬۵۱۱           | ۰٫۵              | ۴۰٬۴۳۱           | ۰٫۳              | ۵۹٬۷۷۹           | ۰٫۴              | ۴۴٬۴۱۰           | ۰٫۲              |
| اویغورها | ۳۶٬۳۴۹           | ۰٫۸              | ۵۰٬۶۳۸           | ۰٫۸              | ۱۹٬۳۷۷           | ۰٫۲              | ۲۴٬۰۳۹           | ۰٫۲              | ۲۹٬۱۰۴           | ۰٫۲              | ۳۵٬۷۶۲           | ۰٫۲              |
| باشقیرها | ۶۲۴              | ۰٫۰              | ۷٬۵۱۶            | ۰٫۱              | ۱۳٬۵۰۰           | ۰٫۲              | ۲۱٬۰۶۹           | ۰٫۲              | ۲۵٬۸۷۹           | ۰٫۲              | ۳۴٬۷۷۱           | ۰٫۲              |
| دیگر اقوام | ۷۷٬۸۸۹           | ۱٫۶              | ۹۸٬۸۳۸           | ۱٫۶              | ۱۲۶٬۷۳۸          | ۱٫۶              | ۱۹۸٬۵۷۰          | ۱٫۷              | ۱۷۶٬۲۷۴          | ۱٫۱              | ۲۰۴٬۵۶۵          | ۱٫۰              |
| مجموع | ۴٬۷۵۰٬۱۷۵        | ۴٬۷۵۰٬۱۷۵        | ۶٬۲۷۱٬۲۶۹        | ۶٬۲۷۱٬۲۶۹        | ۸٬۱۰۵٬۷۰۴        | ۸٬۱۰۵٬۷۰۴        | ۱۱٬۹۵۹٬۵۸۲       | ۱۱٬۹۵۹٬۵۸۲       | ۱۵٬۳۸۹٬۳۰۷       | ۱۵٬۳۸۹٬۳۰۷       | ۱۹٬۸۱۰٬۰۷۷       | ۱۹٬۸۱۰٬۰۷۷       |
| ۱ Excluding the Tadzjik ASSR, but including the Kara-Kalpak Autonomous Oblast (in 1926 part of the Kazakh ASSR); source: . ۲ Source: . ۳ Source: . ۴ Source: . ۵ Source: . ۶ Source: . |                  |                  |                  |                  |                  |                  |                  |                  |                  |                  |                  |                  |

### سرچشمه ژنتیکی
جمعیت امروزی ازبک‌ها نشان دهنده درجات مختلفی از تنوع ناشی از ترافیک بالای مسیرهای هجوم از طریق آسیای مرکزی می‌باشند. هنگامی که جمعیت موجود در آسیای مرکزی توسط قبایل ایرانی و سایر مردم هندواروپایی و همین‌طور چندین حمله شدید از ناحیه مغول‌ها تحت تأثیر قرار گرفت. بر اساس مطالعات اخیر ژن‌شناسی دانشگاه آکسفورد، ژن ازبک‌ها ترکیبی از مردمان ایرانی و مغول‌ها است.

### تاجیک‌های ازبک‌شده
برخی از اقوامی که امروز ترک نامیده می‌شوند در اصل ترک نیستند بلکه ترک‌زبان شده‌اند برای نمونه می‌توان کشورهای عرب‌زبان مانند مصر و الجزایر را نام برد یعنی عربیزه شده‌اند نه این که از نظر تباری عرب باشند. اویغورها و ازبکها از نظر نژادی، اقوامی به صورت کامل ترک نیستند و به نظر می‌رسد حدود ۷۰ درصد از ازبکها، تاجیکهای ازبک شده‌ای هستند که در صد سال اخیر ترکیزه و ترک‌زبان شده‌اند. در این خصوص خیلی از بزرگان مانند هرمان وامبری نوشته‌اند. روند ترک‌سازی تاجیک‌ها از قرن ۱۶ میلادی شروع شد و همچنان ادامه دارد. در سال ۱۹۲۴ با تلاش پان‌ترکها و سیاست تاجیک‌ستیزی توسط امپراتوری روسیه مرزبندی‌ای صورت گرفت و نواحی زیادی از شهرهای تاجیک‌ها به ازبک‌ها واگذار شد. در سال ۱۹۲۶ هم ۷۰ درصد اهالی شهرهای تاریخی تاجیکان یعنی سمرقند و بخارا و چند ناحیه دیگر تاجیک‌نشین را در اسناد ازبک نوشتند. ازبک نوشتن تاجیک‌ها در سال‌های بعد نیز ادامه داشت و در حال حاضر حدود ۹۰ درصد مردم سمرقند، بخارا و دیگر نواحی تاجیک‌نشین در اسناد و شناسنامه‌ها ازبک ثبت شده‌اند. طی صد سال اخیر بیشتر مدارس تاجیکی در ازبکستان تعطیل شدند و تنها در سرخان دریا کمی وضع زبان فارسی بهتر است. پس از فروپاشی شوروی و استقلال ازبکستان در سال ۱۹۹۱، زبان ازبکی به عنوان زبان رسمی اعلام شد و این اتفاق سبب هر چه بیشتر شدن تعطیلی مدارس تاجیکی و ازبک‌سازی تاجیک‌ها (ترکی‌سازی تاجیک‌ها) در ازبکستان شده است. وزارت دادگستری ازبکستان استفاده از زبان ازبکی را برای شهروندان در همه دستگاه‌های دولتی این کشور اجباری و برای متخلفان از این قانون جریمه تعیین کرد. دولت ازبکستان برای آن دسته از شهروندانی که در دستگاه‌های دولتی از زبان روسی استفاده و از تکلم به زبان ازبکی پرهیز می‌کنند دست به جریمه شده است.براساس آماری که مردم شناسان در اوایل قرن ۲۰ میلادی ارایه کرده‌اند، تناسب جمعیتی ازبکها به تاجیکها در بخارا، سمرقند و وادی فرغانه سه به هفت بوده است اما پس از تأسیس جمهوری سوسیالیستی ازبکستان در دوران اتحاد شوروی، مقامات دولت تاشکند اقدام به تغییر ملیت تاجیکها کرده و ترکیب قومی در این مناطق را به نفع ازبک‌ها تغییر داده‌اند.[۶۱]
به گزارش روز چهارشنبه منابع خبری محلی جمعیت ازبکستان طی ۲۶ سال گذشته که این کشور به استقلال رسیده یک و نیم برابر معادل ۱۱ میلیون و ۵۰۰ هزار نفر افزایش داشته است.
کمیته آمار ازبکستان همچنین ادعا کرده است که ۴٫۸ درصد جمعیت این کشور را تاجیک‌ها (فارسی زبانان) تشکیل می‌دهند. این نرخ برای تاجیکها در ۲۶ سال پیش (سال ۱۹۹۱) هم ۴٫۸ درصد بود.[۶۲]
بخش ازبکی خبرگزاری اسپوتنیک نوشت:بر اساس آمار نرخ اقوام ازبکستان در سال ۱۹۹۱ یعنی ۲۶ سال پیش ۷۲٫۸ درصد ازبکها ۲٫۱ درصد قرقلپاقها، ۷٫۷ درصد روسها ۴٫۸ تاجیکان، ۱٫۴ درصد قزاقها، دو دهم درصد تاتارها و هفت دهم درصد را هم اوکراینها تشکیل می‌دادند.[۶۳]
این نرخ در یکم ژانویه سال ۲۰۱۷ چنین است: ازبکها ۸۳٫۸درصد، قرقلپاقها ۲٫۲ درصد روسها، ۳٫۲ درصدتاجیکان ۴٫۸ درصد، قزاقها ۲٫۵ درصد، تاتارها ۰۶شش دهم درصد و اوکراینها دو دهم درصد.[۶۴]
منطقه ژئوپلتیک و پهناور آسیای مرکزی درقلب اورآسیا در ظاهر از آرامشی نسبی برخوردار است اما به اعتقاد صاحبنظران مسائل استراتژیک، اختلافات مرزی و قومی بجا مانده از اتحاد جماهیر شوروی سابق، این منطقه را به مثابه آتشفشانی خفته تبدیل کرده است که هر لحظه امکان فوران دارد.[۶۵]
سال ۱۹۹۱ اتحاد جماهیر شوروی ازهم پاشید و امپراتوری روسیه به عنوان قدرت مرکزی و کنترل‌کننده به کناری رفت اما اکنون این جمهوریها با کوهی از مشکلات بجا مانده از شوروی سابق از جمله اختلافات مرزی دست و پنجه نرم می‌کنند.
این سرزمین شامل تاجیکستان، ازبکستان، قرقیزستان، ترکمنستان و قزاقستان بخاطر مشکلات مرزی، روابطشان همواره دستخوش تغییراتی شده است و این موضوع، بهانه ای برای دخالت مغرضانه قدرتهای منطقه ای و فرامنطقه ای در آسیای مرکزی شده است.[۶۶]

## فرهنگ
غذای ملی ازبکستان آش‌پلو نام دارد.

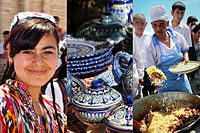
برخی از تمثیل‌های فرهنگی ازبکستان

برطبق قانون ازدواج ازبکستان، سن ازدواج برای پسران ۱۸ سال و برای دختران ۱۷ سال تعیین شده است. در ازبکستان در بیشتر موارد عروس را مادر و پدر داماد و در موارد کمتر خود پسر انتخاب می‌کند.
سپس مراسم «نصف کردن یک نان محلی» صورت می‌گیرد که برطبق این مراسم، ۵–۳ نفر از نزدیکان داماد با نان، نان فطیر، حلوا و دیگر شیرینی‌جات به خانه عروس می‌روند. در این مراسم با حضور نمایندگان ۲ طرف نان‌های روی هم قرار گرفته از وسط نصف می‌شود و به هر ۲ طرف به‌طور برابر حلوا و شیرینی داده می‌شود. پس از این مرحله، مراسم «اعزام فاتحه کوچک و بزرگ» برپا می‌شود که در این آئین ۵–۳ نفر از نزدیکان داماد به خانه عروس می‌روند. عقد عروس و داماد توسط «داملا» (روحانی) خوانده می‌شود. حین و پس از ازدواج، در ازبکستان انجام آیین‌های مختلفی رسم است بدین ترتیب: مراسم «پای‌انداز»، مراسم «اعزام عروسی به طرف عروس»، مراسم «ضیافت دختر»، مراسم «کویا و نوکر» (داماد و دوستانش)، آئین «نهار آشی»، و «نگاه کردن به آیینه در چیمیلدیق». «چیمیلدیق» گوشه‌ای مختص برای عروس و داماد در اتاق است که با پارچه‌ای دیوار کشیده شده است. در پایان نیز مراسم «عروس سلام»، و مراسم «چارلار» (دعوت کردن) یا «آشنایی خانوادگی» برگزار می‌شود.

## آموزش

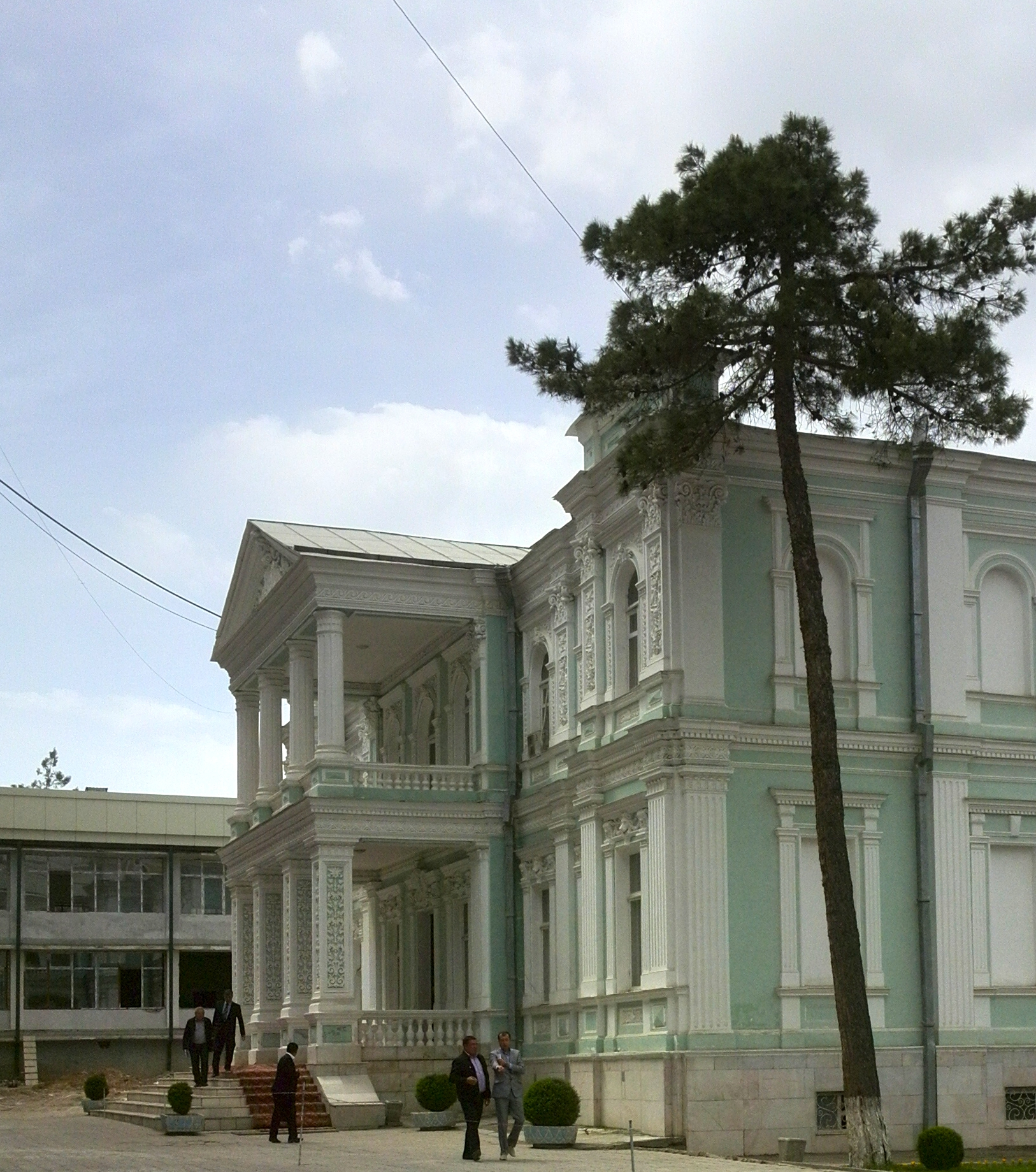
دانشگاه دولتی سمرقند واقع در شهر سمرقند که در ۲۲ ژانویه ۱۹۲۷ بنیان‌گذاری شد

انواع مؤسسات آموزش پیش‌دبستانی و ابتدایی در ازبکستان بدین شرح است: «یسلی» (کودکستان برای سنین ۱–۳ سال)، «باغچه» (برای سنین ۳–۷ سال) و آموزش ابتدایی (در سنین ۶–۷ سال) که در مراکز دولتی یا غیردولتی نام‌نویسی صورت می‌گیرد.
در مدارس راهنمایی ازبکستان آموزش به هفت زبان از جمله به زبان‌های «ازبکی»، «قره‌قالپاقی»، «روسی»، «فارسی تاجیکی»، «ترکمنی»، «قزاقی» و «قرقیزی» تدریس می‌شود.
آموزش عالی در ازبکستان پس از استقلال رونق پیدا کرد در حالی که قبل از استقلال فقط ۴۲ مؤسسه آموزش عالی وجود داشته که از این تعداد ۳ دانشگاه («تاشکند»، «سمرقند» و جمهوری خودمختار قره‌قالپاقستان)، ۱۴ مؤسسه زبان‌های خارجی، ۹ دانشکده مهندسی، ۳ مؤسسه کشاورزی، ۷ دانشکده پزشکی و داروسازی، ۳ مؤسسه فرهنگ و هنر و موسیقی، یک دانشکده اقتصاد ملی، یک مؤسسه تعاونی و یک مؤسسه ورزش بوده است.
در سال ۱۹۹۱ توسط دانشگاه تاشکند (اکنون دانشگاه ملی ازبکستان) و دانشگاه فناوری تاشکند طرح نوسازی روش آموزشی دانشگاه تدوین شد و در ماه فوریه سال ۱۹۹۲ مجموعه برنامه‌های آموزشی نوین تهیه شد که در آن آموزش در سطح کارشناسی (چهار سال تحصیل در مؤسسات و دانشگاه‌ها) گام مهمی محسوب می‌شد. افزایش مهارت حرفه‌ای کارکنان و بازآموزی آن‌ها در ۲۳ مؤسسه، ۲۲ دانشکده و ۱۵ مرکز وابسته به وزارتخانه‌ها و سازمان‌ها انجام می‌شود.